# Regensberger Fehde
Die Regensberger Fehde war ein Krieg zwischen Rudolf von Habsburg und der mit Habsburg verbündeten Stadt Zürich gegen die Freiherren von Regensberg. Ablauf, Gründe und gesicherte historische Fakten des vermutlich 1267/1268 eskalierenden Kleinkriegs sind heute kaum mehr zu eruieren.

## Freiherren von Regensberg
Vermutlich stammt der Ahnherr des Geschlechts der Freiherren von Regensberg aus dem Raum Mömpelgard/Mâcon (Burgund), und der Stammsitz wurde um 1040 von Freiherr Lütold von Affoltern mit der Altburg an der heutigen Grenze zwischen der Stadt Zürich und Regensdorf, unweit des Katzensees, gegründet.
Die Regensberger waren im Grossraum des heutigen Schweizer Kanton Zürich ein mächtiges Geschlecht mit nach damaligen Massstäben umfangreichem Besitz: Als einige ihrer Gründungen gelten das Kloster Fahr und das Kloster Rüti, das Burgstädtchen Regensberg (1302 an Habsburg), Grüningen (1269 an Habsburg), Glanzenberg (1301 an das Kloster Fahr) und das am Rhein gelegene Kaiserstuhl (1294 an Hochstift Konstanz) sowie Streubesitz, darunter Burgen und Kirchen, über die Grenzen des heutigen Kantons Zürich hinaus.

## Ursachen der Regensberger Fehde
Es kann vermutet werden, dass nach dem Tod des Freiherren Lütold V. von Regensberg und der Erbteilung auf seine beiden Söhne Ulrich und Lütold VI. die Regensberger Fehde ausgebrochen und in den Jahren 1267/1268 ihren urkundlich nicht gesicherten Höhepunkt fand. Zum einen als Machtkampf um das umfangreiche Erbe, das Mitte des 13. Jahrhunderts mit der Gründung von Burg und Städtchen Regensberg seinen grössten Umfang erreicht hatte.
Zum andern gilt als relativ gesichert, dass sich die expandierende Stadt Zürich durch die strategische Neugründung von Regensberger Burgen und Städtchen in ihrem direkten Einflussgebiet zunehmend bedrängt fühlen musste und Handelsbeziehungen der Zürcher erschwert wurden:
Im Südwesten dominierten die Regensberger Besitzungen Burg Uetliburg und Burg Friesenberg sowie vermutlich auch Burg Baldern den Zugang der Stadt Zürich am linken Seeufer, ins Säuliamt und in die Innerschweiz sowie ins Sihltal. Im westlich der Stadt Zürich gelegenen Limmattal kontrollierte das Burgstädtchen Glanzenberg den Schiffsverkehr auf der Limmat und die Strasse Richtung Baden. Den Nordwesten Richtung Winterthur, Schaffhausen und ins Zürcher Oberland beherrschten die Burgen Alt-Regensberg und Neu-Regensberg und das rechte Ufer des Zürichsee die Burg Wulp oberhalb von Küsnacht. Zürich war «Wie ein Fischlein im Netz», soll einst Lütold IV. von Regensberg geprahlt haben.
Die Stadt Zürich hatte nun die Wahl sich unter den «Schutz» der Regensberger zu stellen – Lütold aber soll den Zürcher Rat mit den Worten «Euer Schirmherr mag ich nicht sein; unterwerft euch mir, ich will euch gnädig regieren!» abgewiesen haben – oder Verbündete gegen die Regensberger zu finden.
Ebenfalls historisch verbrieft ist der Erbstreit ab 1264 um den beträchtlichen Nachlass der ausgestorbenen Grafen von Kyburg, in dessen Verlauf Graf Rudolf von Habsburg seine Territorialansprüche mit dem Niedergang der Regensberger ab 1268 festigen konnte.

## Allianz zwischen der Stadt Zürich und Habsburg
Somit war eine Allianz der Stadt Zürich mit dem Hause Habsburg gegen die Regensberger wohl unvermeidlich. Kontrahenten der Habsburger Fehde waren also auf der einen Seite Rudolf von Habsburg und die Stadt Zürich, gegen zumindest einen (Ulrich) bzw. beide Söhne und Erben von Lütold V.

## Vermutlicher Verlauf der Fehde in den Jahren 1267 und 1268
Wiederum nicht belegt ist, ob Habsburger mit Unterstützung von Zürcher Truppen Mitte 1267 die Festung Utznaberg  des mit Regensberg verbündeten Grafen von Toggenburg und im Mai 1268, wiederum gemeinsam, die Burg Wulp bei Küsnacht eingenommen haben. Zumindest die Zerstörung der Burg Wulp kann aufgrund archäologischer Grabungen bezweifelt werden.
Als Nächstes sollen die Uetliburg und das Städtchen Glanzenberg mit Kriegslisten von Zürchern und Habsburgern zerstört worden sein, was historisch nicht als gesichert gilt, und Grabungsergebnisse lassen auch daran Zweifel aufkommen. Ob Burg Baldern den Regensbergern gehörte, oder wie in der Sage «vom listigen Habsburger» erwähnt, tatsächlich von Habsburg-Zürcherischen Truppen zerstört wurde, ist bislang ungeklärt.
Ebenfalls nicht eindeutig belegt ist, ob in den Jahren 1267/1268 die in unmittelbarer Nähe zur Stadt Zürich gelegenen weiteren Regensberger Burgen Friesenberg und Alt-Lägern zerstört worden sind.
Bislang wird angenommen, dass im Verlauf der Regensberger Fehde keine der im Hochmittelalter üblichen Feldschlachten zwischen Rittern ausgetragen wurden. Geprägt war dieser Kleinkrieg wohl von Scharmützeln und Kriegslisten, wie auch in der Sage «vom listigen Habsburger» beschrieben, mit insbesondere begleitenden politischen Manövern von Graf Rudolf von Habsburg in von Regensberg beherrschten Gebieten und bei mit den Regensbergern verbündeten Adelsgeschlechtern.
Bei einem «Reiterkampf» soll übrigens der Zürcher Ritter Rudolf Mülner Graf Rudolf von Habsburg das Leben gerettet haben, wofür seine Nachfahren Burg Friesenberg samt dazugehörigen Gütern «für geleistete Dienste» von den Habsburgern überschrieben erhalten haben: Die Schenkung der Friesenburg samt dazugehörigen Gütern von Habsburg an die Ritterfamilie Mülner gilt als gesichert, erfolgte aber urkundlich belegt erst 1344.

## Niedergang der Freiherren von Regensberg ab 1268

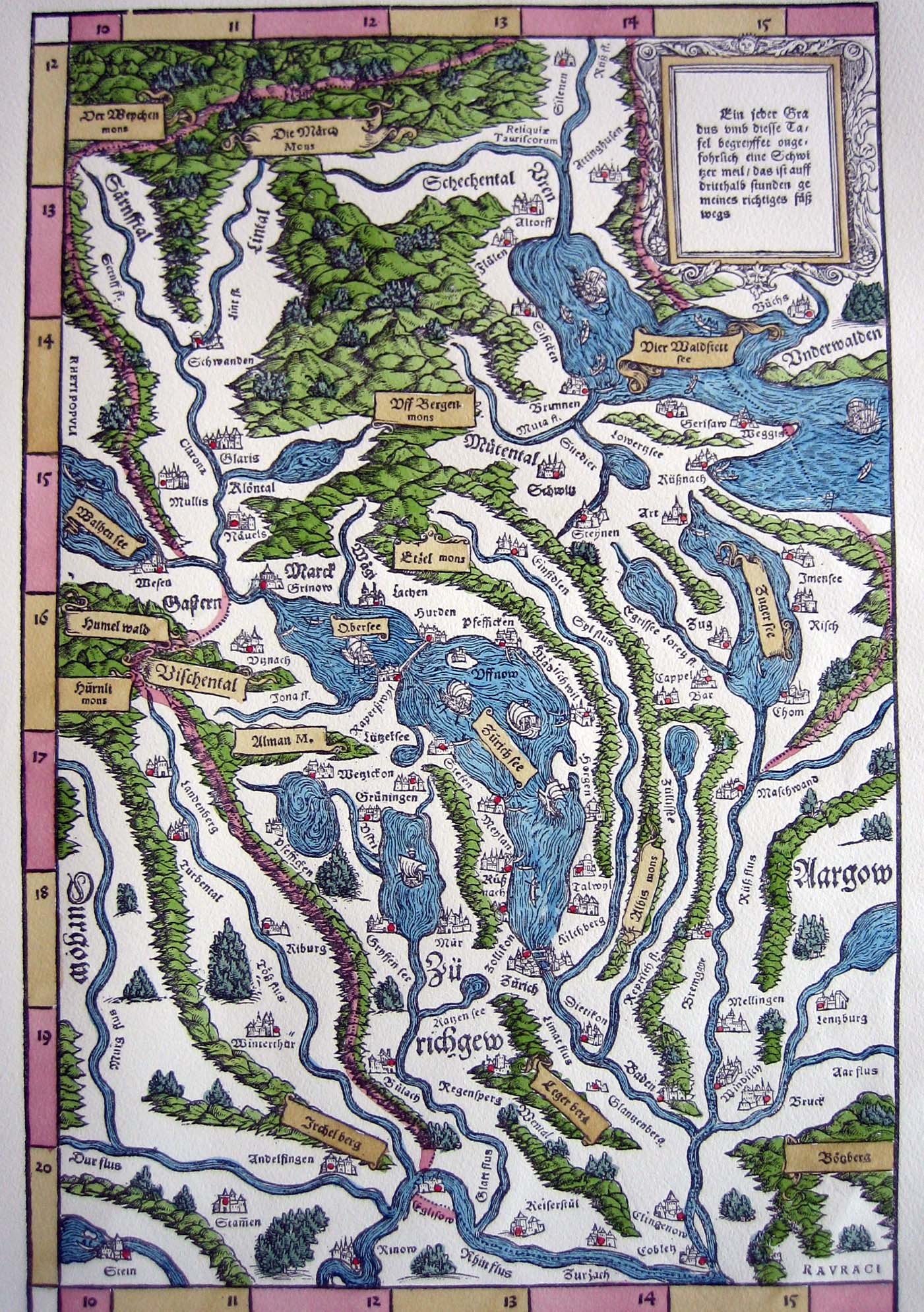
Der Zürichgau in der Stumpf'schen Chronik von 1547/48

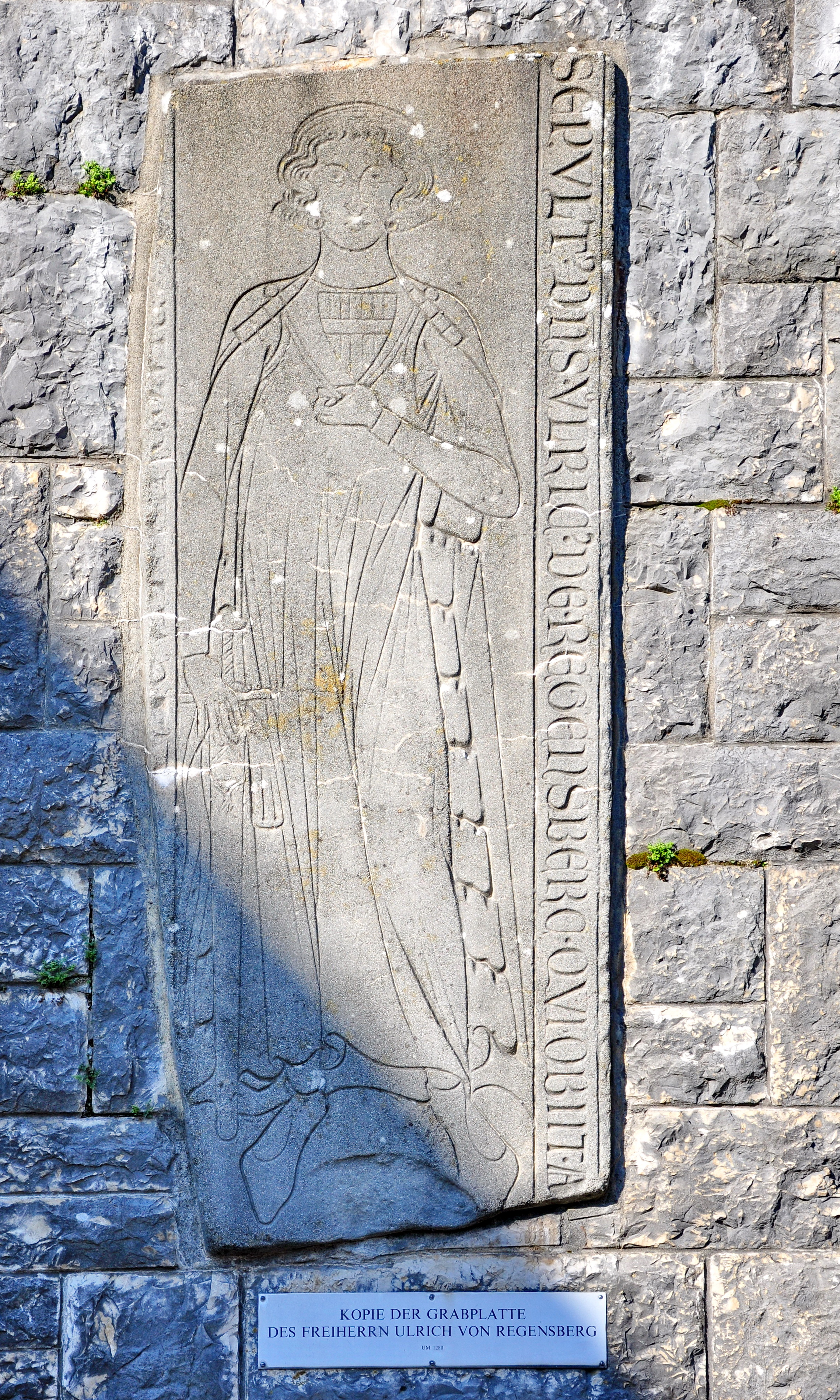
Grabplatte des Freiherrn Ulrich von Regensberg

Das Klosterarchiv Einsiedeln erläutert im Professbuch der Äbte den schwerwiegenden Wandel im Kräftegleichgewicht des Zürichgaus Ende des 13. Jahrhunderts und geht auch auf den Niedergang der Freiherren von Regensberg näher ein:
«... Von grosser Bedeutung für die weitere Geschichte des Stiftes war, dass unter diesem Abte [Heinrich II. von Güttingen] die Vogtei über das Gotteshaus an die Habsburger überging. Der ... junge Graf von Rapperswil starb bereits den 15. Januar 1283. Da seine Schwester (Elisabeth von Rapperswil) resp. deren Gemahl, Ludwig von Homberg, nicht um die Lehen einkam, übertrug sie der Abt seinem eigenen Bruder, Rudolf von Güttingen.
Damit war aber König Rudolf nicht einverstanden, denn die Erwerbung dieser Vogtei passte vorzüglich zu seinen Plänen, mit denen er sich gegenüber den Waldstätten trug. Er liess darum die Lehen, die an und für sich nur in männlicher Linie sich vererben konnten, durch Wetzel den Schultheissen von Winterthur, zu Händen des Königs einziehen. Rudolf von Güttingen wurde mit einer Geldsumme abgefunden. Nun wollte aber der Hornberger sich die Lehen nicht entgehen lassen. Es erhob sich deshalb zwischen ihm und dem König ein grosser Zwist, unter dem auch das Stift zu leiden hatte, das durch den Schultheissen von Winterthur, Dietrich, sogar überfallen wurde. Dieser zog sich deshalb die Exkommunikation zu ...
Als Graf Ludwig von Homberg aber den 27. April 1289 gestorben war, übertrug der König seiner Witwe Elisabeth auf deren Bitten die Höfe Stäfa, Erlenbach, Pfäffikon und Wollerau, dazu noch die Pfäfers gehörenden Höfe zu Männedorf und Tuggen. Die übrigen Höfe und die Vogtei blieben aber bei den Herzögen von Österreich.
Dieser Übergang der Vogtei an die Habsburger hatte für das Stift die weittragendsten Folgen; denn als um diese Zeit der Marchenstreit wieder auflebte, nahm dieser ganz neue Formen an ... Im Kloster wollten die Schwyzer vor allem dessen Vögte, die Habsburger, treffen.
... Überhaupt hatte Abt Heinrich viele Sorgen um das ihm anvertraute Gut. Die Gräfin Elisabeth von Homberg-Rapperswil erhob Ansprüche auf die Höfe in Brütten und Finstersee, verzichtete aber den 20. November 1293 auf ihre Ansprüche ...
Ulrich I. von Neu-Regensberg, dessen Familie dem finanziellen Ruin entgegenging, verkaufte sie um 200 Mark seinem Oheim, Bischof Rudolf von Konstanz; der Sohn, Lütold VIII. kaufte sie aber um die gleiche Summe wieder zurück. Derselbe Lütold verkaufte dem Kloster Fahr einen Hof in Obersteinmauer. Um diese Zeit wurde wahrscheinlich auch das Hofrecht von Fahr niedergeschrieben, das freilich nur mehr in einer Kopie aus dem Jahre 1660 sich erhalten hat. Für die St. Gangulphskapelle erwirkte Abt Heinrich 1288 einen Ablassbrief von zwei Erzbischöfen und zehn Bischöfen, die sich am päpstlichen Hofe in Rieti befanden ...»
Als gesichert gilt ab 1268 der politische und wirtschaftliche Niedergang der einstmals mächtigen Freiherren von Regensberg, und bereits 1269 verkauften die Regensberger Grüningen als eines ihrer wertvollsten Besitztümer an Habsburg. 1302 folgte der Verkauf der erst 1244/48 erstellten neuen Stammburg samt für die damalige Zeit «modern» angelegtem Städtchen Regensberg an Habsburg. 1409 verpfändete der Habsburger Regent von Vorderösterreich und Tirol, Herzog Friedrich «mit der leeren Tasche» Regensberg an Zürich. 1417 ging Regensberg völlig an die Stadt Zürich über. Regensberg wurde erst mit den über dreizehn umliegenden Gemeinden als Obervogtei, später als Landvogtei organisiert. Damit gewann Zürich im westlichen heutigen Kantonsgebiet enorm an Besitz und Einfluss.